# Duathathor-Henuttawy
Đối với những người có cùng tên gọi, xem Henuttawy.
Duathathor-Henuttawy, còn được gọi là Henuttawy A ("Người tôn thờ Hathor, Nữ chúa của Hai vùng đất"), là một công chúa và là một vương phi sống vào cuối thời kỳ Vương triều thứ 20 và đầu Vương triều thứ 21 trong lịch sử Ai Cập cổ đại.

## Gia quyến
Duathathor-Henuttawy được cho là một người con gái của Pharaon Ramesses XI với vương hậu Tentamun A. Tên của vương hậu Tentamun được ghi trên một cuộn giấy cói của Henuttawy A, vì thế mà Henuttawy A có lẽ là con của Tentamun.
Henuttawy A là Chánh phi của Đại tư tế của Amun Pinedjem I, người cai trị trên thực tế của Thượng Ai Cập lúc bấy giờ. Những người dưới đây được cho là con của Pinedjem I với Henuttawy:
- Psusennes I, Pharaon thứ ba, cai trị Hạ Ai Cập, đóng đô tại Tanis.
- Mutnedjmet, Chánh cung của Psusennes I, có thể là mẹ của pharaon Amenemope[3].
- Henuttawy B, danh hiệu Kỹ nữ của Amun, được chôn cất tại ngôi mộ MMA 60[4].
- Maatkare Mutemhat, danh hiệu Hôn phối của Amun, xác ướp được chôn cùng với mẹ[5][6].
- Masaharta (?), kế thừa tước hiệu Đại tư tế của Amun từ cha, cai trị toàn bộ Thượng Ai Cập. Xác ướp của ông được tìm thấy tại hầm mộ DB320[7][8].
- Menkheperre (?), kế vị Djedkhonsuefankh, một người con khác của Pinedjem I[8][9].

Henuttawy A nhận đầy đủ danh hiệu của một công chúa, một vương hậu và một thái hậu: Con gái của Pharaon; Con gái của Chánh cung; Phu nhân của Lãnh chúa; Nữ chúa của Hai vùng đất; Đệ nhất Kỹ nữ của Amun; Mẹ của Pharaon; Mẹ của Chánh cung; Mẹ của Đại tư tế của Amun.
Ngoài ra, khung cartouche của bà còn xuất hiện trên một cái ly tại Tanis, trên một rầm cửa và trên một bức phù điêu tại đền Khonsu và đền Mut trong khu phức hợp đền Karnak. Một số hiện vật được tìm thấy trong lăng mộ của Psusennes I tại Tanis cũng có nhắc đến tên của bà.

## An táng
Xác ướp và quan tài của Henuttawy A được tìm thấy tại ngôi mộ DB320 vào năm 1881, cùng với một số thành viên trong hoàng gia của bà. Không rõ nơi chôn cất ban đầu của Henuttawy.
Xác ướp của bà nằm trong hai lớp quan tài gỗ. Những chiếc quan tài được mạ vàng nhưng đã bị trộm từ xa xưa, hiện đang được lưu giữ tại Bảo tàng Cairo. Xác ướp của Henuttawy đã bị hư hại bởi những kẻ cướp mộ, vùng ngực đã bị xuyên thủng. Da mặt của Henuttawy A đã bị tróc ra, nhưng được phục hồi sau khi khám nghiệm.
Auguste Mariette đã mua lại được hai cuộn giấy cói dùng trong tang lễ của Henuttawy.

## Tham khảo

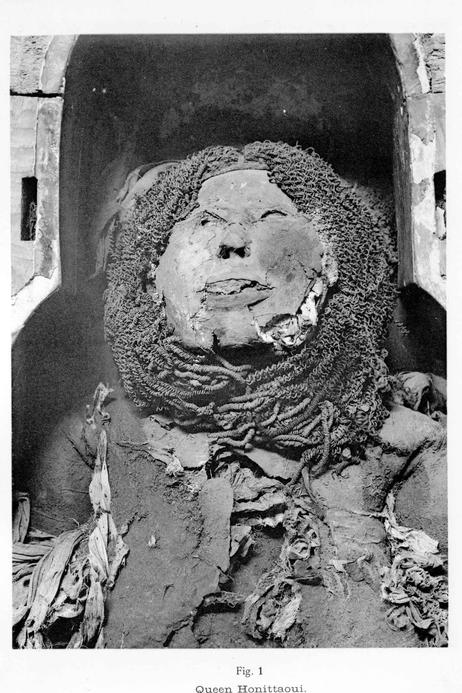
Xác ướp của Duathathor-Henuttawy